# بریتانیای کبیر در المپیک تابستانی ۲۰۱۶

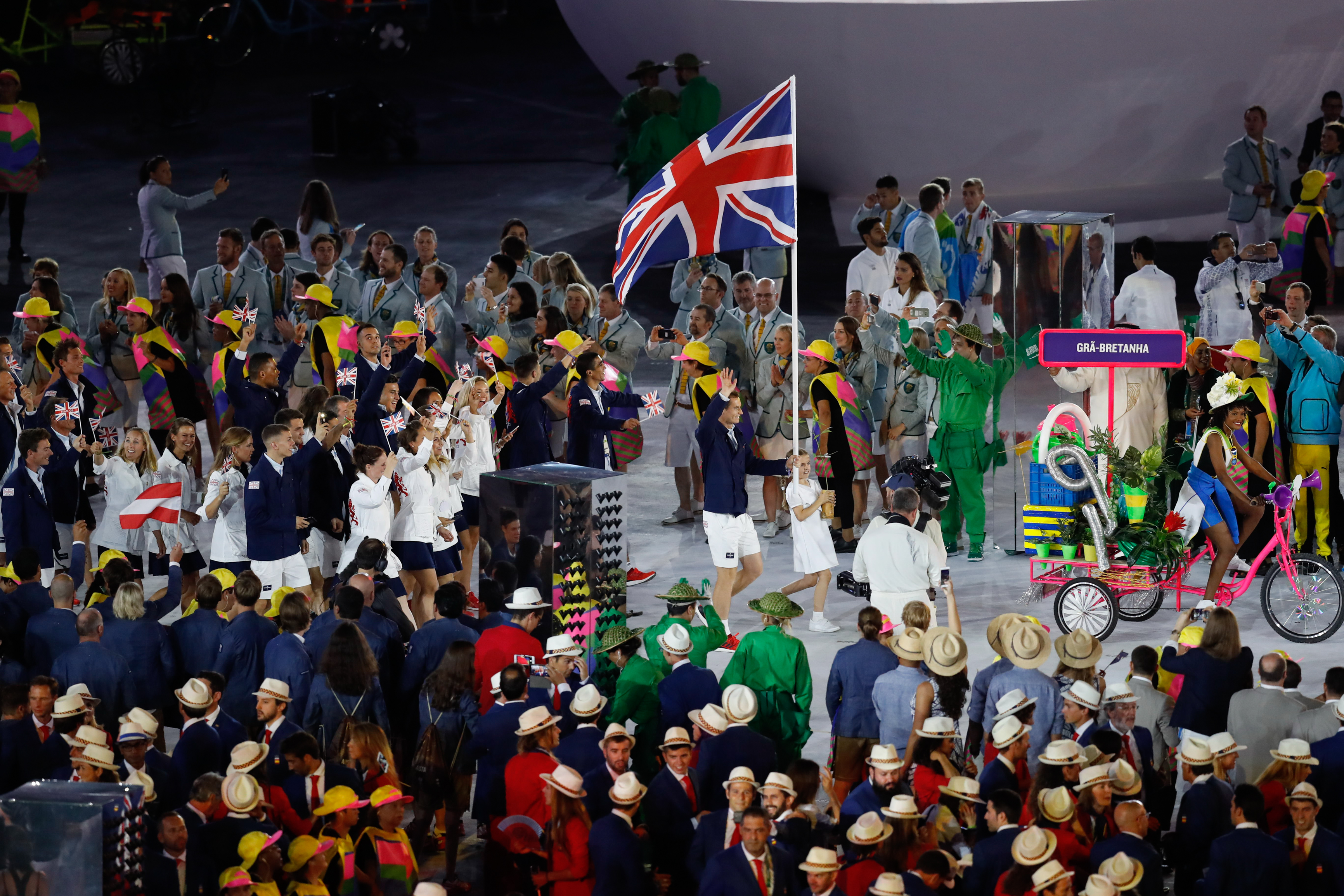
بازیهای المپیک

ورزشکاران بریتانیایی از ۵ تا ۲۱ اوت ۲۰۱۶ در بازی‌های المپیک تابستانی ۲۰۱۶ در ریو دو ژانیرو، برزیل به رقابت پرداختند. بریتانیا با ۲۷ طلا، ۲۳ نقره و ۱۷ برنز در جایگاه دوم دنیا قرار گرفت.